# Aedi
Aedi est un groupe italien de rock indépendant, originaire de Macerata et San Severino Marche, actif entre 2007 et 2014.

## Histoire
Aedi se forme en 2007 à San Severino Marche par Celeste Carboni (chant, piano, clarinette, farfisa), Paolo Ticà (guitare, synthétiseur, violon), Jones Piu (basse), Claudio Innamorati (guitare) et Daniele Gatto (batterie). En 2008, ils publient leur premier EP intitulé The Adventures of Yellow en téléchargement gratuit. En 2009, ils sortent leur premier EP officiel sur Elevator Records, intitulé Polish.
En 2010, c'est au tour de leur premier album intitulé Aedi Met Heidi et publié par Seahorse Recordings, en collaboration avec Fridge Italia,. Le 11 février 2013, le label polonais Gusstaff Records, producteur entre autres de Tarwater, Hugo Race et Sacri Cuori, sort leur deuxième album intitulé Ha Ta Ka Pa. L'album, bien accueilli par la presse européenne et le public, bénéficie de la production artistique d'Alexander Hacke d'Einstürzende Neubauten,,, ce qui les amène à jouer un peu partout en Italie et en Europe. Au cours de ses tournées, le groupe assure les premières parties d'artistes et groupes tels que Akron/Family, Kid Millions (Oneida) et d'autres. Le groupe ne semble plus actif depuis la sortie de l'album.

## Discographie

### Albums studio
- 2010 : Aedi Met Heidi (Seahorse Recordings)
- 2013 : Ha Ta Ka Pa (Gusstaff Records)

### Singles et EP
- 2008 : The Adventures of Yellow
- 2009 : Polish (Elevator Records)